# Jiří Špalek
Jiří Špalek (* 11. dubna 1973 Přílepy) je český ekonom a vysokoškolský učitel, od roku 2020 děkan Ekonomicko-správní fakulty Masarykovy univerzity (ECON MUNI). 

## Život
Narodil se v dubnu 1973 v Přílepech. V roce 1996 získal magisterský titul po úspěšném absolvování studia učitelství matematiky a fyziky na Přírodovědecké fakultě Univerzity Palackého. V letech 1998 až 2003 absolvoval doktorské studium veřejné ekonomie na Ekonomicko-správní fakultě Masarykovy univerzity a získal titul Ph.D. V roce 1999 se stal členem Asociace veřejné ekonomie a v roce 2004 byl zvolen členem akademického senátu ECON MUNI, v roce 2008 se navíc stal jeho předsedou; členství v senátu mu skončilo v roce 2010.
V letech 2007 až 2010 působil Špálek jako odborný pracovník Centra výzkumu konkurenční schopnosti české ekonomiky. V roce 2010 se stal vedoucím Katedry veřejné ekonomie ECON MUNI a v roce 2011 se na ECON MUNI habilitoval v oboru veřejná ekonomie. V září 2020 byl zvolen děkanem ECON MUNI, když porazil proděkana Petra Valoucha a ve funkci tak nahradil Antonína Slaného, který funkci po dvou po sobě jdoucích funkčních obdobích již kandidovat nemohl. Funkce děkana se Špalek ujal v listopadu 2020. Krátce poté byl v roce 2021 jmenován profesorem veřejné ekonomie. V dubnu 2024 kandidoval Špalek opět na funkci děkana ECON MUNI. Porazil protikandidáta Vladimíra Žítka a funkci děkana ECON MUNI tak obhájil. V letech 2016 až 2021 byl ředitelem výzkumného institutu Masaryk Univerzity Experimental Economics Laboratory a v letech 2016 až 2020 působil jako člen panelu Masarykovy univerzity pro rovné příležitosti.
V květnu 2024 uvedl server Seznam Zprávy, že Špalek v letech 2007, 2008 a 2011 publikoval v tzv. predátorských časopisech. Špalek se za toto pochybení omluvil s tím, že „jde o hříchy mládí.“ Za svou kariéru získal různá ocenění; v letech 2010, 2011 a 2012 mu za jeho vědeckou činnost byly uděleny celkem čtyři ceny děkana fakulty a v roce 2023 mu byla udělena i cena prorektorky za excelentní výsledky při vedení disertační práce.
Jiří Špalek je nebo byl členem vědeckých řad celé řady různých univerzit a fakult. V letech 2012 až 2015 působil jako člen vědecké rady Obchodně podnikatelské fakulty v Karviné Slezské univerzity v Opavě, v roce 2013 se stal členem vědecké rady ECON MUNI a v roce 2016 začal působit ve vědeckých radách Fakulty ekonomicko-správní Univerzity Pardubice (ve funkci setrval do roku 2019) a Fakulty vojenského leadershipu Univerzity obrany. V roce 2021 se stal členem vědecké rady Masarykovy univerzita, v roce 2022 členem vědecké rady Vysoké školy ekonomické, v roce 2023 Ekonomické univerzity v Bratislavě, Provozně ekonomická fakulty Mendelovy univerzity v Brně a v roce 2024 členem vědecké rady Univerzity obrany. V roce 2018 se stal hodnotitelem v Radě vlády pro vědu a v roce 2019 začal působit jako hodnotitel v TAČR.